# كازيميرز آدمسكي
كازيميرز آدمسكي (بالبولندية: Kazimierz Adamski)‏ هو نحات بولندي، ولد في 1964 في كراكوف في بولندا.